# پیش‌قلعه
پیش‌قلعه، شهری در بخش مرکزی شهرستان مانه در استان خراسان شمالی ایران است. این شهر، مرکز شهرستان مانه است.

## جمعیت
بر پایه سرشماری عمومی نفوس و مسکن در سال ۱۳۹۵ جمعیت شهر پیش‌قلعه برابر با ۲٬۰۰۱ نفر (۶۱۱ خانوار) بوده‌است.